# Wojciech Wojda

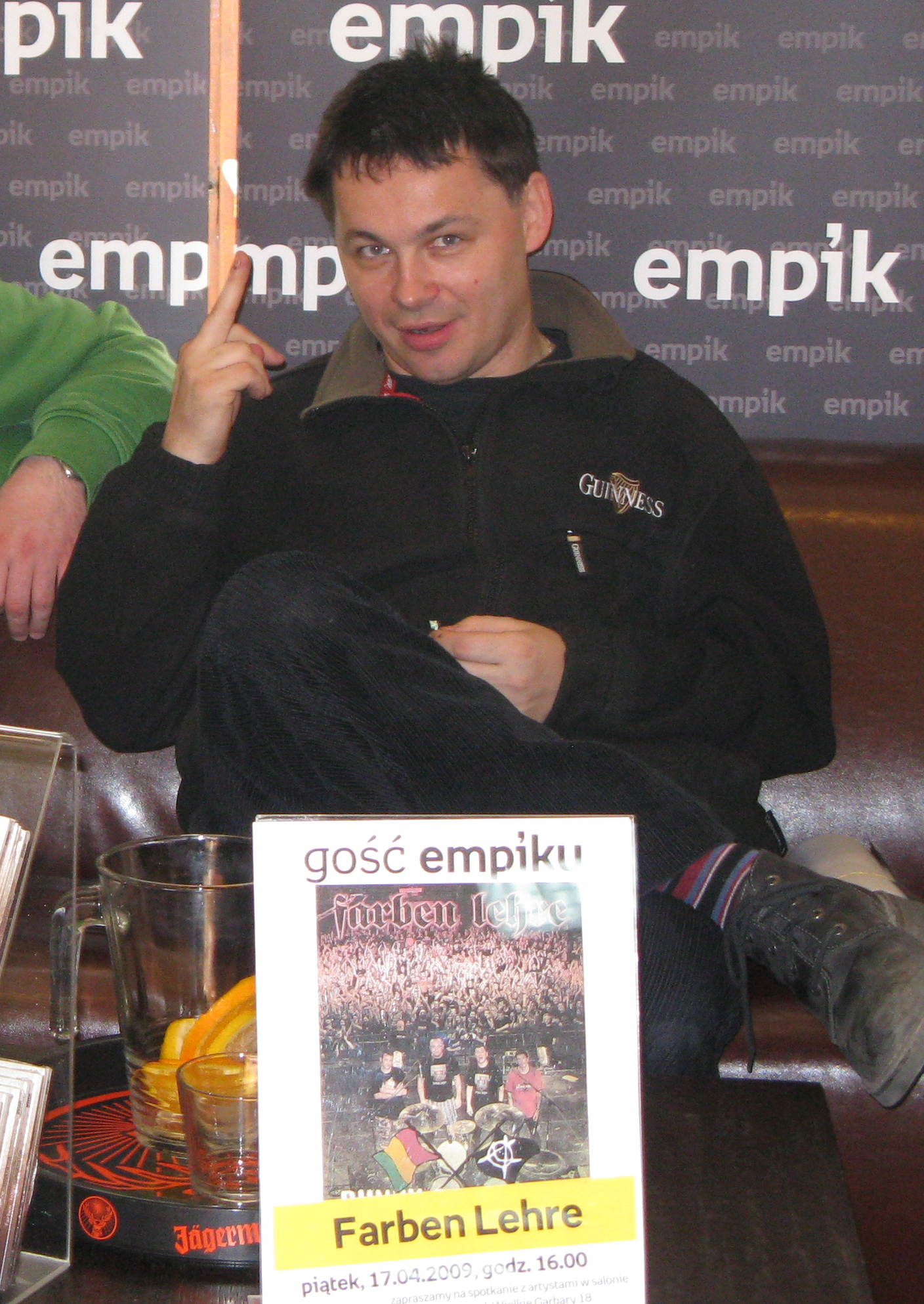
Wojciech Wojda en 2009.

Wojciech Wojda (Płock, 28 décembre 1966) est un chanteur polonais. Il est fondateur et chanteur principal du groupe punk Farben Lehre. En 2004, il est devenu promoteur du Punky Reggae Live.